# Tournoi international des Avants
Le Tournoi international des Avants a été  une compétition internationale de hockey sur glace entre clubs européens. 

## Palmarès
| Édition | Vainqueur           | Deuxième  |
| ------- | ------------------- | --------- |
| 1911    | Canadiens d'Oxford  | Berlin SC |
| 1914    | Princes ICH Londres | Berlin SC |